# Dieter Mäde
Dieter Mäde (* 15. Dezember 1939 in Müncheberg; † 11. Juli 2015) war ein deutscher Politiker (SPD) und von 1990 bis 1999 Mitglied des Thüringer Landtags.

## Leben und Beruf
Dieter Mäde war verheiratet und hatte zwei Kinder. Nach dem Abitur an der August-Hermann-Francke-Oberschule in Halle (Saale) 1957 arbeitete er kurzzeitig im VEB Brauhaus in Halle. Von 1958 bis 1963 studierte er Veterinärmedizin an der Universität Leipzig. Nach seiner Promotion im Jahr 1967 absolvierte er ein postgraduales Studium zum Fachtierarzt, das er 1973 beendete. Bereits ab 1967 war er Leiter der Staatlichen Tierarztpraxis Rastenberg. Nach der Wiedervereinigung ließ er sich 1990 als Tierarzt in dem Ort nieder.

## Politik
Von 1990 bis 1999 war Dieter Mäde Mitglied des Thüringer Landtags. Nach zweijähriger Tätigkeit als stellvertretender Vorsitzender des SPD-Kreisverbands Sömmerda wurde er 1992 zu dessen Vorsitzenden gewählt. Ab 1994 war er auch Mitglied des Kreistags Sömmerda. Bis zu seinem Tod war er Stadtrat in Rastenberg.